# João Dixo
Manuel João Ribeiro Dixo, conhecido como João Dixo, (Vila Real, 22 de Outubro de 1941 – Coimbra, 6 de Agosto de 2012) foi um professor universitário e artista plástico português.

## Biografia
Filho de Manuel Maria Claro Dixo e de Maria Helena Fernandes Ribeiro, João Dixo foi viver com seus pais para a cidade do Rio de Janeiro, Brasil, no ano de 1949, tendo regressado a Portugal em 1957 para se focar na sua formação académica. Nos primeiros anos da década de 70, estudou, trabalhou e viveu em Paris, tendo nessa altura sido uns dos fundadores de um dos primeiros e mais importantes movimentos da arte moderna portuguesa, o Grupo Puzzle.

### Formação Académica
João Dixo iniciou a sua formação em 1961, ao ingressar na Escola Superior de Belas-Artes do Porto (ESBAP). Em 1962, tornou-se bolseiro da Fundação Calouste Gulbenkian. Durante o percurso académico, recebeu os prémios D. Ricardina da Costa e Rodrigo Soares, em 1965 e 1966, respetivamente. Em 1966 concluiu o Curso Complementar de Pintura (5.º ano), com a classificação máxima de 20 valores, distinção e louvor. Entre 1969 e 1970 frequentou o Curso de Ciências Pedagógicas na Universidade do Porto. Posteriormente, entre 1976 e 1977, foi subsidiado pela Fundação Calouste Gulbenkian para realizar investigação artística e pedagógica em Paris, onde iniciou o doutoramento na Université Paris-Sorbonne, num programa reconhecido pelo Instituto Nacional de Investigação Científica.

### Atividade Docente
Iniciou a sua atividade docente em 1966, no 9.º grupo do Liceu D. Duarte, em Coimbra, onde lecionou até 1973. Paralelamente, entre 1966 e 1975, foi professor do Curso de Desenho do Círculo de Artes Plásticas de Coimbra. Em 1974 iniciou a docência na Escola Superior de Belas-Artes do Porto (ESBAP), onde permaneceu até 1997. Em 1987, tornou-se o primeiro Professor de Pintura do Centro de Arte de S. João da Madeira. Entre 1991 e 1998, foi responsável pelo grupo de Desenho do Departamento de Arquitectura da Faculdade de Ciências e Tecnologia da Universidade de Coimbra. Finalmente, entre 1994 e 2004, assumiu a direção da ARCA – Escola Universitária das Artes de Coimbra.

#### Cronologia
- 1961 – Ingressa na Escola Superior de Belas-Artes do Porto (ESBAP)
- 1962 – Torna-se bolseiro da Fundação Calouste Gulbenkian
- 1965–1966 – Recebe os prémios D. Ricardina da Costa e Rodrigo Soares
- 1966 – Termina o Curso Complementar de Pintura com 20 valores
- 1966–1973 – Leciona no 9.º grupo do Liceu D. Duarte, Coimbra
- 1966–1975 – Professor do Curso de Desenho do  Círculo de Artes Plásticas de Coimbra
- 1969–1970 – Frequenta o Curso de Ciências Pedagógicas da Universidade do Porto
- 1973–1997 – Docente na Escola Superior de Belas-Artes do Porto (ESBAP)
- 1976–1977 – Bolsado pela Fundação Calouste Gulbenkian para investigação em Paris; inicia doutoramento na Université Paris-Sorbonne
- 1987–Primeiro Professor de Pintura do Centro de Arte de S. João da Madeira[6]
- 1991–1998 – Responsável pelo grupo de Desenho na Faculdade de Ciências e Tecnologia da Universidade de Coimbra
- 1994–2004 – Diretor da ARCA – Escola Universitária das Artes de Coimbra

### Percurso artístico
João Dixo foi membro fundador do Grupo Puzzle (1976–1981), membro de La Jeune Peinture, Paris (1974/1980) e membro fundador da APNDC (Bienal de Vila Nova de Cerveira).

## Exposições

### Exposições Individuais
- 1966 – Galeria Árvore, Porto
- 1969 – Galeria Alvarez, Porto – Objectos e Retratos (24 obras)
- 1970 – Galeria Alvarez, Porto
- 1970 – Galeria C.A.P., Coimbra (11 obras)

- 1972 – Galeria C.A.P., Coimbra; Quadrante, Lisboa; Galeria Alvarez, Porto – Achados arqueológicos da era da relatividade (época atómica), duma região do mundo
- 1972 – Galeria Alvarez Dois, Porto – O Retrato (13 obras)

- 1973 – Galeria S. Mamede, Lisboa – Pinturas Anuladas
- 1974 – PERSPECTIVA 74, Galeria Alvarez Dois, Porto; L-55, Paris – Sobre Histórias do meu País. 30 Trabalhos Gratuitos como Matéria-Prima permitindo-vos fazer Obras de Arte

- 1975 – Galeria Alvarez, Porto – Ciclo Internacional Pintura e Política / Novas Histórias da Minha Terra
- 1976 – III Encontros Internacionais de Arte em Portugal, Póvoa de Varzim – Retrospectiva 66/76, Dez Anos de Trabalho
- 1977 – Galeria Diagonale, Paris – Jeu dans le labyrinthe conceptuel
- 1978 – Fundação Eng. António de Almeida, Porto – Com a Boca na Botija
- 1979 – Fundação Calouste Gulbenkian, Paris – Qui peint se peint / Qui regarde invente (16 pinturas em quatro séries)[7]
- 1980 – Galeria do Jornal de Notícias, Porto – Espelhos para a Eternidade
- 1981 – XVI Bienal de S. Paulo, São Paulo, Brasil
- 1985 – Galeria EG, Porto – Os treze rochedos de onde se obteve a pedra para a capela-mor da Sé do Porto
- 1990 – Galeria EG, Porto – Oito Histórias do Começo, Os 15 Dias da Criação
- 1992 – Galeria EG, Porto – Trajectória de um Insubmisso
- 1993 – Galeria Y Grego, Lisboa – Migalhas
- 1995 – Galeria Artésis, Vila Nova de Gaia – Caminhos de Santiago
- 1996 – Galeria Vandelli, Coimbra
- 1997 – Galeria Y Grego, Lisboa; Galeria Vandelli, Coimbra; Galeria Lídia Cruz, Leiria – Caminhos

- 2001 – Casa Municipal da Cultura, Coimbra – Mesas da Cultura
- 2003 – Galeria S. Mamede, Lisboa – Amores da Pintura
- 2004 – Galeria Sala Maior, Porto – Pinturas sem Importância
- 2007 – Centro de Arte de S. João da Madeira – Pinturas sem Importância
- 2008 – Galeria S. Mamede, Lisboa – Hipotéticos Quadros sem Importância
- 2008 – Galeria 9arte, Lisboa – Hipotéticos Quadros Irrelevantes I

- 2009 – Galeria Jornal de Notícias, Porto; Galeria Diário de Notícias, Lisboa – (Je t’aime) Quadros sem Importância

- 2010 – Centro de Artes e Espetáculos, Figueira da Foz – Quadros sem Importância
- 2011 – Centro de Artes e Espetáculos, Figueira da Foz – Quadros sem Importância

### Exposições colectivas
- 1972 – Exposition Dossier, Paris
- 1972 – Peinture Actuelle, Brétigny; Exposition Dossier, Villejuif, Paris
- 1973 – Comparaison/Opposition, Limoges
- 1974–1978 – Encontros Nacionais de Arte em Portugal
- 1975 – Todos os Salões de La Jeune Peinture, Paris (início)
- 1975 – Les 6 Jour de La Peinture, Marselha
- 1975 – Moderna Pintura Portuguesa, S. Paulo, Rio de Janeiro, Brasília, Museu de Lund, Estocolmo
- 1975 – European Figuration, Turim
- 1975 – Evidence/Aparence, Limoges, Châteauroux, Tulle, Paris
- 1975 – Exposição Levantamento da Arte do Séc. XX no Porto, Museu Soares dos Reis, Porto
- 1975 – Galerie Suicidaire, Nice
- 1975 – Damiron, Dixo; Ricatto e Solombre, Galerie Art-Extension, Paris
- 1976 – Jovem Pintura Portuguesa em Paris, Paris
- 1977 – Arte Portuguesa em Madrid, Madrid
- 1977 – Recherche d’Identité / Paradis Perdu, Limoges
- 1977 – Journées d’Action et d’Information de La Jeune Peinture, Pavillon du Jardin du Luxembourg, Paris
- 1978 – Artistas Actuais do Porto na Colecção do Museu Soares dos Reis, Porto
- 1978 – L’éclairage du Discours, Galerie Noire, Paris
- 1979 – Todos os Salões de La Jeune Peinture, Paris (final)
- 1979 – Simposium Internacional d’Art Performance, Lyon
- 1979 – L’Information et l’Art – Université Toulouse Le Mirail, Toulouse
- 1980 – Semaine d’Action ARC, Musée d’Art Moderne de la Ville de Paris, Paris
- 1995–1996 – ESBAP/FBAUP, Art Exchange, Coventry, Porto
- 1996 – Cinco Estações de Pintura, Porto
- 1997 – Artistas Portugueses 1977, Fundação Calouste Gulbenkian, Paris
- 1999 – III Bienal de Arte AIP – Europarque
- 1999 – Tesouros de Portugal, Macau
- 2001 – Grupos no Porto do século XX, Programa Porto Capital Europeia da Cultura, Galeria do Palácio, Porto
- 2001 – Anos 60/70: os artistas e a cidade, Museu de Serralves, Porto (Porto Capital Europeia da Cultura)

### Exposições Póstumas
- 2025 – Aula do Visível, Edifício Abel Salazar, Porto
- 2024 – CAC 50 anos: A Democratização Vivida, Museu Nacional de Soares dos Reis, Porto
- 2024 – Pré/Pós Declinações Visuais do 25 de Abril, Museu de Arte Contemporânea de Serralves, Porto
- 2018 – João Dixo: Exposição Cancelada, Museu da Vila Velha, Vila Real

## Obras públicas
- Associação Académica de Coimbra, Organismo Autónomo de Futebol
- Câmara Municipal de Vila Franca do Campo, São Miguel, Açores
- Câmara Municipal de Vila Real
- Centro Comercial Topázio, Coimbra
- Centro Universitário do Porto, Sala de Convívio
- Companhia Portuguesa do Cobre,Porto
- Fábrica Flor do Campo, Grande Salão de Recepções, Santo Tirso
- GEC ALSTHOM
- Hospital de Montalegre
- Igreja Matriz de Ponta Garça, Açores
- Instituto Português de Oncologia, Porto

## Representado nas colecções
- Banco Comercial de Macao (BCM)
- Banco de Portugal
- Banco Português do Atlântico (BPA)
- Banco Português do Investimento (BPI)
- Caixa Geral de Depósitos (CGD)
- Câmara Municipal de São Miguel, Açores
- Câmara Municipal de Vila Franca do Campo, Açores
- Câmara Municipal de Vila Real
- Casa de Serralves [8] (Museu de Arte Contemporânea), Porto
- Companhia Portuguesa do Cobre
- Fórum da Maia, Maia
- Fundação Cupertino de Miranda, Famalicão
- Fundação Gulbenkian (Centro de Arte Moderna), Lisboa [9]
- Fundação Ilídio Pinho
- Museu Soares dos Reis, Porto
- Museu Municipal Amadeo de Souza-Cardoso[10],Amarante
- Museu José Malhoa, Caldas da Rainha
- Museu de Ovar, Ovar
- União de Bancos Portugueses (UBP)
- Gec Alsthom
- Instituto Português de Oncologia do Porto

## Prémios, Distinções e Homenagens
- 2025 – Medalha de Distinção do Centenário da Cidade de Vila Real (atribuída a título póstumo)
- 2014 – Homenagem a João Dixo no 234.º Aniversário da Faculdade de Belas Artes da Universidade do Porto[11]
- 2010 – Medalha de Ouro de Mérito Municipal da Cidade de Vila Real, Cerimónia do 85.º Aniversário de Elevação a Cidade